# 農嫩巴赫河 (阿爾河支流)
50°25′27.13″N 6°40′14.00″E / 50.4242028°N 6.6705556°E

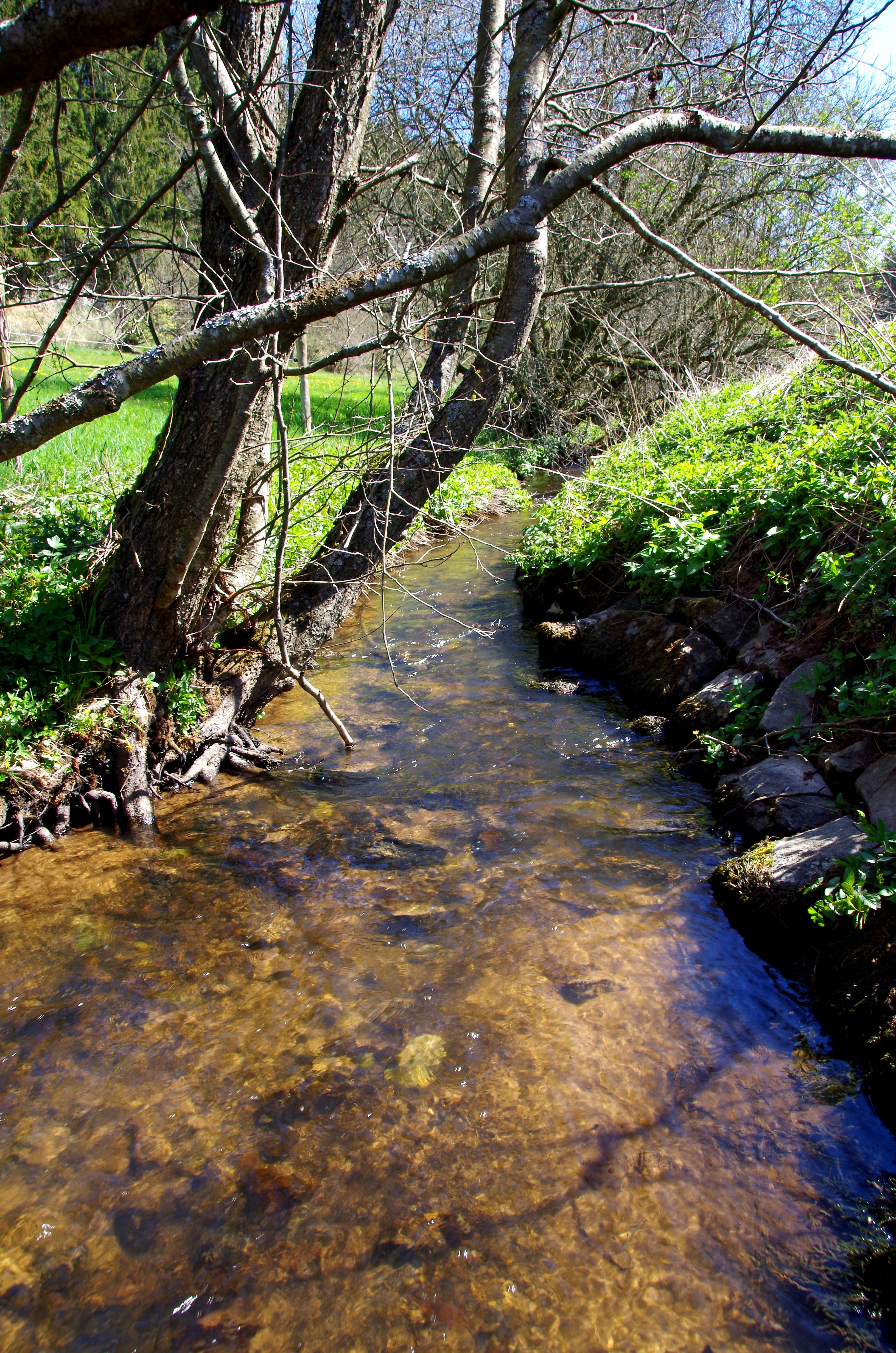

農嫩巴赫河（德語：Nonnenbach），是德國的河流，位於該國西部，處於北萊茵-威斯特法倫州，屬於阿爾河的右支流，河道全長7公里，流域面積10.9平方公里。